# Sablia anderreggii
Sablia anderreggii är en fjärilsart som beskrevs av Jean Baptiste Boisduval 1840. Sablia anderreggii ingår i släktet Sablia och familjen nattflyn. Inga underarter finns listade.